# Patjuk
 (mai 2024).
La mise en forme du texte ne suit pas les recommandations de Wikipédia : il faut le « wikifier ».
Les points d'amélioration suivants sont les cas les plus fréquents. Le détail des points à revoir est peut-être précisé sur la page de discussion.
- Les titres sont pré-formatés par le logiciel. Ils ne sont ni en capitales, ni en gras.
- Le texte ne doit pas être écrit en capitales (les noms de famille non plus), ni en gras, ni en italique, ni en « petit »…
- Le gras n'est utilisé que pour surligner le titre de l'article dans l'introduction, une seule fois.
- L'italique est rarement utilisé : mots en langue étrangère, titres d'œuvres, noms de bateaux, etc.
- Les citations ne sont pas en italique mais en corps de texte normal. Elles sont entourées par des guillemets français : « et ».
- Les listes à puces sont à éviter, des paragraphes rédigés étant largement préférés. Les tableaux sont à réserver à la présentation de données structurées (résultats, etc.).
- Les appels de note de bas de page (petits chiffres en exposant, introduits par l'outil «  Source ») sont à placer entre la fin de phrase et le point final[comme ça].
- Les liens internes (vers d'autres articles de Wikipédia) sont à choisir avec parcimonie. Créez des liens vers des articles approfondissant le sujet. Les termes génériques sans rapport avec le sujet sont à éviter, ainsi que les répétitions de liens vers un même terme.
- Les liens externes sont à placer uniquement dans une section « Liens externes », à la fin de l'article. Ces liens sont à choisir avec parcimonie suivant les règles définies. Si un lien sert de source à l'article, son insertion dans le texte est à faire par les notes de bas de page.
- La présentation des références doit suivre les conventions bibliographiques. Il est recommandé d'utiliser les modèles {{Ouvrage}}, {{Chapitre}}, {{Article}}, {{Lien web}} et/ou {{Bibliographie}}. Le mode d'édition visuel peut mettre en forme automatiquement les références.
- Insérer une infobox (cadre d'informations à droite) n'est pas obligatoire pour parachever la mise en page.

Pour une aide détaillée, merci de consulter Aide:Wikification.
Si vous pensez que ces points ont été résolus, vous pouvez retirer ce bandeau et améliorer la mise en forme d'un autre article.
Le Patjuk (coréen : 팥죽 ; [pʰat̚.t͈ɕuk̚]) est un type de juk coréen composé de haricots rouges et de riz. Il est couramment consommé pendant la saison hivernale en Corée et est associé au dongji (solstice d'hiver),,, car les gens croyaient que la couleur rouge du patjuk chasse les esprits néfastes.

## Préparation
Les haricots rouges séchés sont bouillis dans huit à dix parties d'eau jusqu'à ce qu'ils soient complètement cuits et tendres, puis réduits en purée et filtrés à travers un tamis. Les peaux des haricots sont retirées et les haricots restants sont laissés seuls pendant un moment afin qu'ils se séparent en couches. La couche supérieure est constituée d'eau claire utilisée pour cuire le riz,  la couche inférieure est constituée de purée de haricots rouges. Lorsque le riz est cuit, la purée de haricots est rajoutée dans la bouillie avec le saeal-sim (새알심 ; littéralement "œuf d'oiseau", nommé ainsi en raison de sa ressemblance avec les œufs de petits oiseaux, éventuellement des œufs de caille), qui sont de petites boules de gâteau de riz à base de farine de riz gluant. Le nombre de saealsim ajoutés est souvent le même que l'âge du mangeur. Du sel est ensuite ajouté au goût[réf. nécessaire].

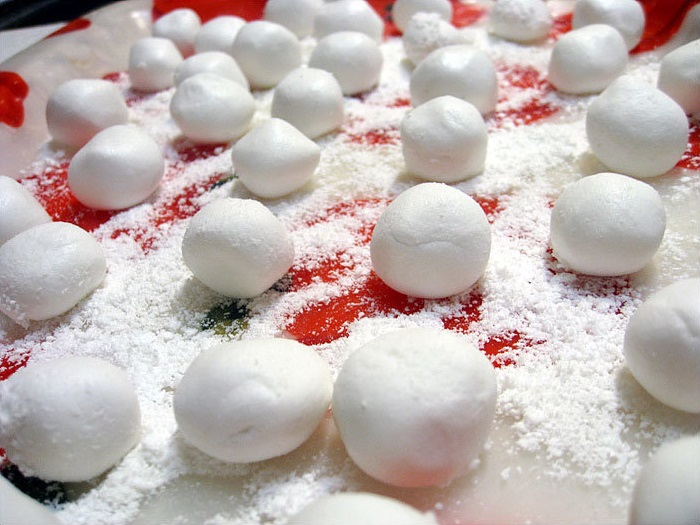
Saeal-sim (œufs d'oiseau) à base de farine de riz et d'eau chaude

## Variétés
- Le patjuk est souvent consommé comme repas plutôt que comme dessert et, par défaut, n'est pas sucré[5]. Le saealsim (새알심; des "œufs d'oiseau"), de petites boules de gâteau de riz à base de farine de riz gluant, sont souvent ajoutées au plat[6].
- Le dan-patjuk (coréen : 단팥죽 ; "b

```
ouillie de haricots rouges sucrés") est une bouillie de dessert sucrée à base de haricots rouges bouillis et écrasés. De la poudre de riz gluant au lieu des grains de riz est ajoutée à la bouillie, et la bouillie est sucrée avec du miel ou du sucre. Le 
saealsim
 est souvent ajouté au 
dan-patjuk
[
réf.
 
nécessaire
]
.
```

- Le pat-kal-guksu (coréen : 팥칼국수 ; le

```
s "nouilles aux haricots rouges") sont un type de 
kal-guksu
 (soupe de nouilles avec des nouilles de blé coupées au couteau). Dans le plat, les nouilles remplacent le riz et 
le saealsim
 habituels
[
4
]
.
```

## Folklore et traditions
Le patjuk est souvent consommé en hiver et est associé au dongji (solstice d'hiver), le jour avec la période de lumière du jour la plus courte et la nuit la plus longue de l'année[réf. nécessaire].
Cuisiner et manger du patjuk étaitégalement un rituel visant à prévenir la malchance, la maladie et l'influence des mauvais esprits,. Les gens croyaient que la couleur rouge du patjuk chassait les esprits néfastes, car le rouge était une couleur symbolique de l'énergie positive qui peut éloigner l'énergie négative. L'histoire raconte qu'un homme nommé Gong Gong avait un  fils maléfique qui mourut au solstice d'hiver et devint un mauvais esprit infecté par la peur de la bouillie de haricots rouges. Les gens ont commencé à préparer de la bouillie de haricots rouges au solstice d’hiver pour éloigner les esprits et prévenir les maladies épidémiques. Avant de manger du patjuk, les coréens l'offraient à diverses divinités domestiques telles que le dieu de la cuisine. Le patjuk était autrefois enduit sur les murs ou les portes, ou placé dans un bol dans chaque pièce de la maison.
La coutume de manger du patjuk en hiver est également liée à la longue histoire de la Corée en tant que société agraire. Avoir une bonne récolte a toujours été important pour les gens et manger du patjuk est devenu un rituel pour prier pour une bonne récolte. En se relaxant complètement et en mangeant des aliments nutritifs en hiver, les gens voulaient être prêts à commencer à cultiver au printemps. Comme l'hiver était souvent une période de pénurie de riz, le plat de base de la cuisine coréenne, le patjuk, composé de haricots rouges, d'eau et d'une quantité relativement faible de riz, était un plat économique. Le plat n'a pas non plus besoin de plats d'accompagnement supplémentaires pour créer un repas complet. Le patjuk démontre la coutume de conserver les aliments.
Bien que les convictions sur la couleur rouge et les mauvais esprits  ainsi que les traditions agricoles se soient estompées dans la société industrialisée moderne, le patjuk est constamment apprécié comme plat de saison en Corée[réf. nécessaire].

## Galerie

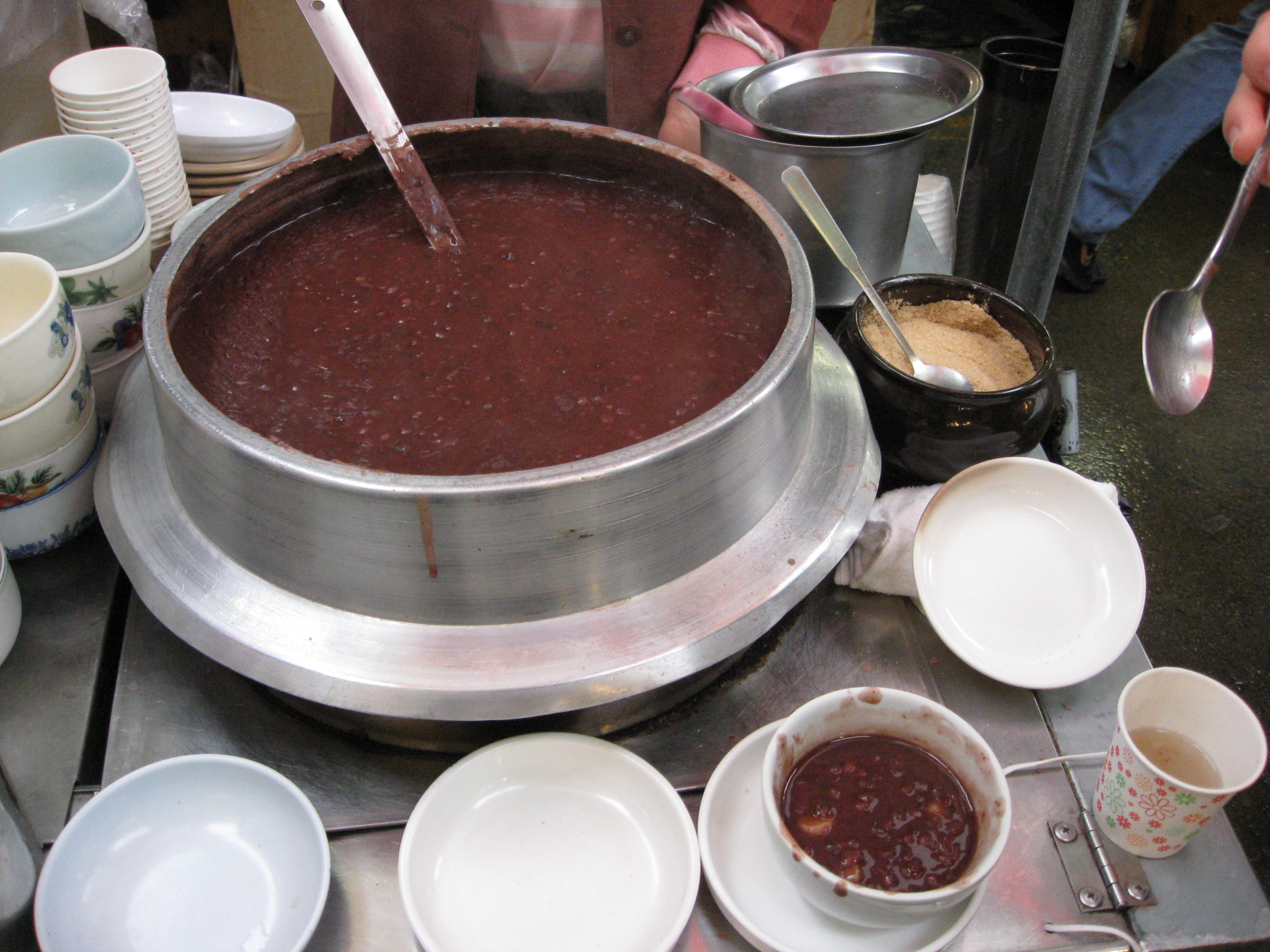
Le patjukv endu par un vendeur ambulant à Pusan, Corée du Sud
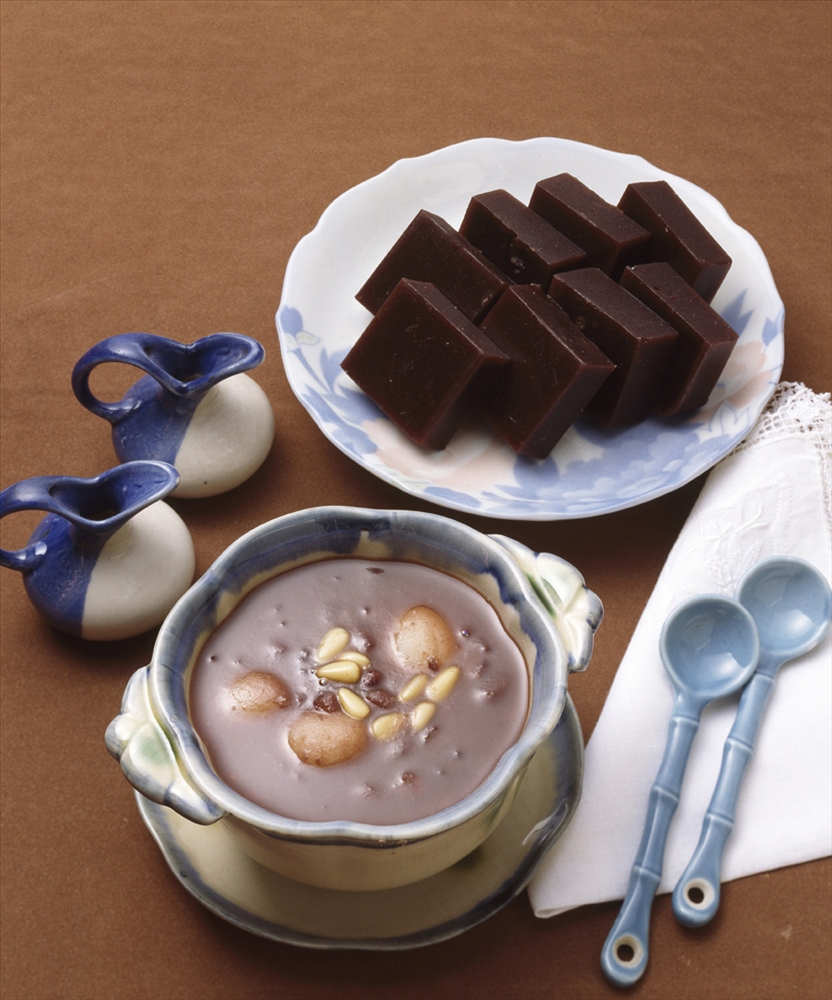
Le patjuk garni de diverses noix
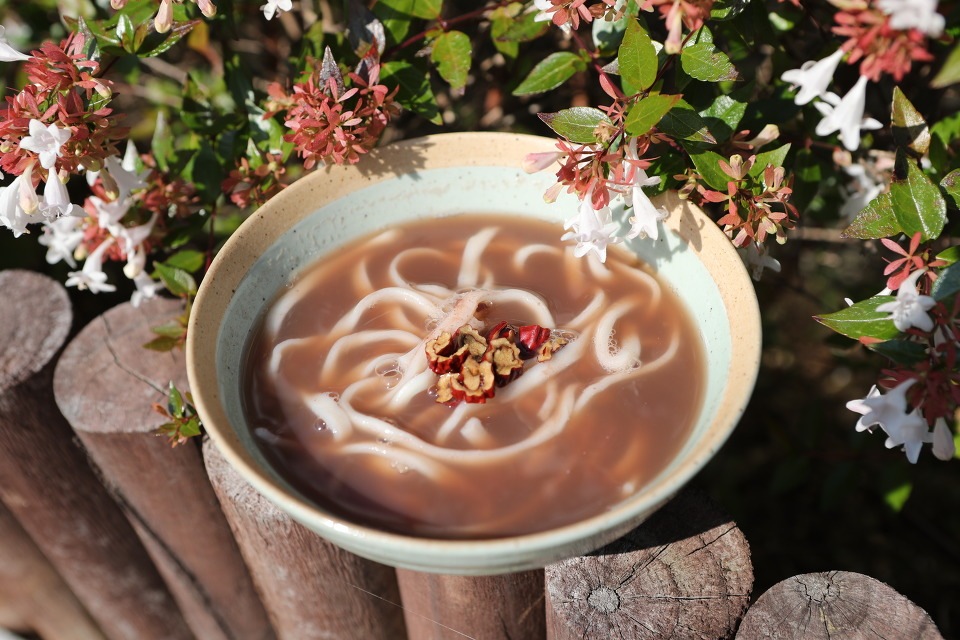
Le pat-kal-guksu, une soupe de nouilles